# 瓊崖縣
琼崖县（越南语：／）是越南山罗省下辖的一个县。

## 地理
琼崖县东北接莱州省申渊县，西接莱州省生胡县和奠边省朵佐县、遵教县，南接顺州县，东南接芒罗县。

## 历史
2003年12月2日，顺州县芒江社、呈凭社、芒塞社、猎㶬社、南谒社和呈珖社6社划归琼崖县管辖。
2009年，县莅自芒颤社迁至芒江社。
2011年2月21日，解散猎㶬社，分别划归呈凭社和南谒社管辖；芒塞社部分区域划归呈凭社管辖，呈温社部分区域划归芒江社管辖；坡轻社和巴麻社合并为巴麻坡轻社。
2024年11月14日，越南国会常务委员会通过决议，自2025年2月1日起，芒江社改制为芒江市镇。

## 行政区划
琼崖县下辖1市镇10社，县莅芒江市镇。
- 芒江市镇（Thị trấn Mường Giàng）
- 其娘社（Xã Cà Nàng）
- 呈凭社（Xã Chiềng Bằng）
- 呈开社（Xã Chiềng Khay）
- 呈珖社（Xã Chiềng Khoang）
- 呈恩社（Xã Chiềng Ơn）
- 芒颤社（Xã Mường Chiên）
- 芒敦社（Xã Mường Giôn）
- 芒塞社（Xã Mường Sại）
- 南谒社（Xã Nậm Ét）
- 巴麻坡轻社（Xã Pá Ma Pha Khinh）